# 西天山

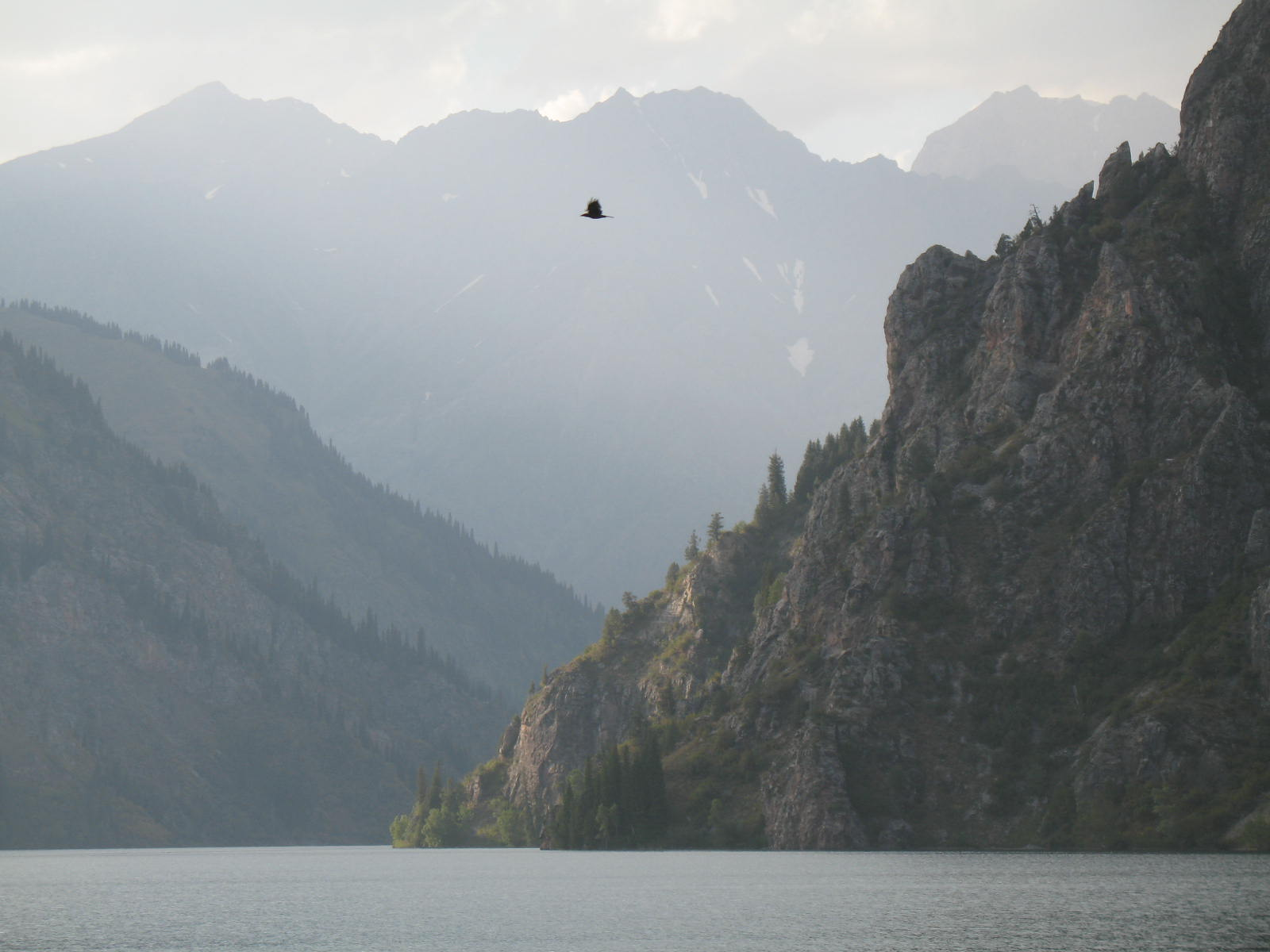
サリ＝チェレク湖と上空を飛ぶ鳥

西天山（にしてんざん、にしティエンシャン）は、ウズベキスタン、カザフスタン、キルギスの3か国に共有されているUNESCOの世界遺産リスト登録物件である。天山山脈西部の複数の自然保護区を内包し、生物多様性についての顕著な普遍的価値を認められて登録された。

## 登録経緯
中華人民共和国（中国）から中央アジア諸国にまたがる天山山脈では、その中国領内の自然が「新疆天山」として、2013年の第37回世界遺産委員会で登録されていた。その決議に際し、世界遺産委員会は拡大登録への期待を付帯決議に盛り込んでいた。ウズベキスタン、カザフスタン、キルギスの3か国による西天山の推薦は新疆天山の拡大登録ではないが、関連性はあるものと認識されている。
最初の推薦書は2014年1月31日にユネスコ世界遺産センターへと提出されたが、書類に不備があって審議対象とはならなかった。完備した推薦書は2014年9月24日に提出し直された。この推薦を受け、世界遺産委員会の諮問機関である国際自然保護連合 (IUCN) は翌年に勧告を出したが、その内容は登録延期を勧告するものだった。
さて、世界遺産の登録基準10項目のうち、自然遺産に関する基準は4項目ある。自然美・自然現象などに関わる基準 (7)、地学的特質や生命進化の記録に関する基準 (8)、生態系に関する基準 (9)、生物多様性に関する基準 (10) の4つである。新疆天山は基準 (7) と (9) で登録された。それを補完する意図もあって西天山は基準 (8) と基準 (10) で推薦されていた。それに対しIUCNは、天山山脈は基準 (8) の推薦理由とされていた化石産地としての価値について、既に登録されていた化石産地の世界遺産に比べて時期や多様性の点で価値を認められないとした。また、生物多様性の点については、さらなる研究の深化などによっては認められる潜在性があるとしたものの、推薦書の内容では認められないとしたのである。
しかし、第40回世界遺産委員会では、逆転での登録が認められた。なお、この年の審議では文化遺産でも自然遺産でも逆転登録が多く、その一因として、保全よりも新規登録を重視する新任委員国が多かった可能性も指摘されている。
ともあれ、西天山の登録は認められた。ウズベキスタンとキルギスにとっては初の自然遺産となった。また、3か国以上で共有される世界自然遺産は、カルパティア山脈とヨーロッパ各地の古代及び原生ブナ林（2007年登録、2011年・2017年・2021年拡大）、サンガ川流域の3か国保護地域（2012年登録）、ワッデン海（2009年登録、2014年拡大）に続く4件目、アジアでは初である。

### 登録名
世界遺産としての正式登録名は英語: Western Tien-Shan、フランス語: Tien Shan occidentalである。その日本語名は日本ユネスコ協会連盟ほかが「西天山」としているが、「西天山山脈」や「西ティエンシャン」としている文献もある。
なお、新疆天山の登録名（英語: Xinjiang Tianshan / フランス語: Tianshan au Xinjiang）とは天山のつづり方が異なるが、これは国ごとの転写の違いによるものである。

## 登録基準
この世界遺産は世界遺産登録基準のうち、以下の条件を満たし、登録された（以下の基準は世界遺産センター公表の登録基準からの翻訳、引用である）。
- (10) 生物多様性の本来的保全にとって、もっとも重要かつ意義深い自然生息地を含んでいるもの。これには科学上または保全上の観点から、すぐれて普遍的価値を持つ絶滅の恐れのある種の生息地などが含まれる。

植物相については、広く栽培されている果樹の野生種が多いとされており、世界遺産委員会の決議文ではアンズ、クルミ、サンザシ、ナシ、ピスタチオ、ブドウ、プラム、リンゴが挙げられている。そうした野生種の中には、絶滅危惧種のアンズ（Armeniaca vulgaris）、危急種のマルス・シエウェルシイ（Malus sieversii）、近危急種のペルシャグルミ（Juglans regia）が含まれる。
動物相については、セーカーハヤブサ、エジプトハゲワシ、ユキヒョウ（以上、絶滅危惧種）、マダライタチ（危急種）、クロハゲワシ（近危急種）といった希少な生物が生息している。

## 構成資産
構成資産は以下の7自然保護区13要素である。これは、面積、名称とも、推薦書の時点と正式登録されたものとで変化はない。
| ID       | 登録名（日本語名は仮訳） | 所在地           | 面積（下段は緩衝地域）    |
| -------- | --- | ---------------- | ------------------------- |
| 1490-001 | カラタウ国家自然保護区 Karatau State Nature Reserve                                                                           | 南カザフスタン州 | 34,300 ha (17,490 ha)     |
| 1490-002 | アクス＝ジャバグリ国家自然保護区 - 主要部分 Aksu-Jabagly State Nature Reserve – main part                                     | 南カザフスタン州 | 131,704 ha (25,800 ha)    |
| 1490-003 | アクス＝ジャバグリ国家自然保護区 - カラバスタウ古生物地区 Aksu-Jabagly State Nature Reserve – Karabastau paleontological area | 南カザフスタン州 | 100 ha (0 ha)             |
| 1490-004 | アクス＝ジャバグリ国家自然保護区 - アウリエ古生物地区 Aksu-Jabagly State Nature Reserve – Aulie paleontological area          | 南カザフスタン州 | 130 ha (0 ha)             |
| 1490-005 | サイラム＝ウガム国立自然公園 - ボラルダイタウ地区 Sairam-Ugam State National Nature Park – Boraldaitau area                   | 南カザフスタン州 | 26,971 ha (4,900 ha)      |
| 1490-006 | サイラム＝ウガム国立自然公園 - イルス＝ダウバビン地区 Sairam-Ugam State National Nature Park – Irsu-Daubabin area             | 南カザフスタン州 | 45,509 ha (8,200 ha)      |
| 1490-007 | サイラム＝ウガム国立自然公園 - サイラム＝ウガム地区 Sairam-Ugam State National Nature Park – Sairam-Ugam area                 | 南カザフスタン州 | 76,573 ha (13,900 ha)     |
| 1490-008 | サリ＝チェレク国家生物圏自然保護区 Sary-Chelek State Biosphere Nature Reserve                                                 | ジャララバード州 | 23,868 ha (18,080 ha)     |
| 1490-009 | ベシュ＝アラル国家自然保護区 - 主要部分 Besh-Aral State Nature Reserve – main part                                            | ジャララバード州 | 112,018 ha (0 ha)         |
| 1490-010 | ベシュ＝アラル国家自然保護区 - シャンダラシュ地区 Besh-Aral State Nature Reserve - Shandalash area                            | ジャララバード州 | 25,270 ha (0 ha)          |
| 1490-011 | パディシャ＝アタ国家自然保護区 Padysha-Ata State Nature Reserve                                                               | ジャララバード州 | 16,010.6 ha (14,545.8 ha) |
| 1490-012 | チャトカル国家生物圏自然保護区 - マイダンタル地区 The Chatkal State Biosphere Nature Reserve – Maidantal area                 | タシュケント州   | 24,706 ha (0 ha)          |
| 1490-013 | チャトカル国家生物圏自然保護区 - バシュキジルサイ地区 The Chatkal State Biosphere Nature Reserve – Bashkizilsay area          | タシュケント州   | 11,018 ha (0 ha)          |